# Presidente del borough
El cargo de presidente del borough (también conocido en inglés como Beep) es un cargo electivo en cada uno de los cinco boroughs de la ciudad de Nueva York. Por gran parte de la historia de la ciudad, el cargo ejerció importantes poderes ejecutivos dentro de cada borough y los cinco presidentes formaban parte de la Junta de Estimación de la Ciudad de Nueva York. Desde 1990, el cargo ha sido despojado de gran parte de sus poderes en el gobierno de la ciudad. 
Los presidentes de los borough aconsejan al alcalde de la Ciudad de Nueva York, comentan en asuntos sobre el uso del suelo en sus localidades, defienden las necesidades del borough en el proceso anual de presupuesto municipal, nombran algunas autoridades y miembros de las juntas comunitarias, y sirven ex officio como miembros de varias juntas y comités. Ellos generalmente actúan como defensores de sus boroughs ante las agencias municipales, el consejo de la ciudad, el gobierno del estado de Nueva York, corporaciones públicas y negocios privados. Están regulados por el título 4, sección 81 a 85 de la Carta de la Ciudad de Nueva York, mientras sus regulaciones están compiladas en el título 45 de las Normas de la ciudad.

## Historia
El 1 de enero de 1898, los boroughs de Manhattan, El Bronx, Brooklyn, Queens, y Richmond fueron creados y consolidados en la ciudad unificada de Nueva York. Como parte de la consolidación, todos los gobiernos de pueblos y condados fueron disueltos y sus poderes entregados a la ciudad y a los boroughs. Manhattan y el Bronx componían el Condado de Nueva York, Brooklyn era el condado de Kings, Queens era el tercio occidental del condado de Queens, y el borough de Richmond era lo mismo que el condado de Richmond. Los boroughs asumieron muchas de las funciones de los condados pero no los reemplazaron. Se crearon las cinco oficinas de presidente del borough para administrar muchas de las antiguas responsabilidades de los alcaldes de Brooklyn y Long Island City, las funciones de la rama ejecutiva de los pueblos en Queens y Richmond, y varias funciones de los condados.

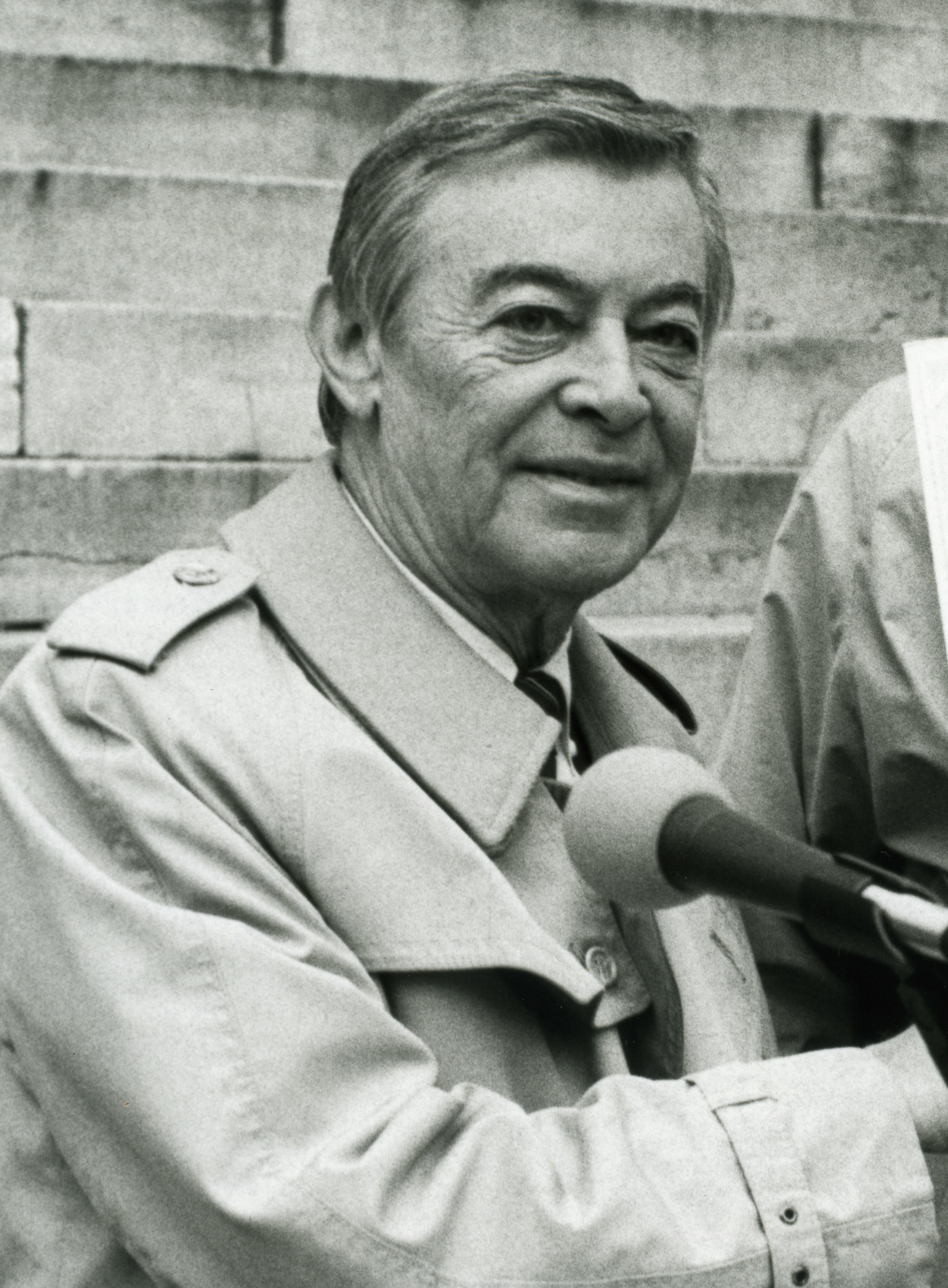
Howard Golden, Presidente del borough de Brooklyn (1977—2001)

Los dos tercios orientales del condado de Queens no fueron parte del borough de Queens. El 1 de enero de 1899, la Legislatura Estatal de Nueva York dividió el condado de Queens formando el condado de Nassau de los tres pueblos orientales - Oyster Bay, Hempstead (con excepción de la porción de la península Rockaway), y North Hempstead, cubriendo cerca de 730 km². El 19 de abril de 1912, la Legislatura Estatal de Nueva York aprobó una ley formando el condado del Bronx con parte del condado de Nueva York. En 1975, el nombre del borough de Richmond fue oficialmente cambiado a Staten Island.
La carta de la ciudad inicialmente establecía las oficinas de los cinco presidentes de los boroughs en periodos de cuatro años que coincidían con el periodo del Alcalde. Los salarios de los presidentes de Manhattan, el Bronx, y Brooklyn serían de $5,000, y de los de Queens y Richmond de $3,000. Los presidentes de los boroughs estaban sujetos a remoción del cargo por decisión del alcalde con aprobación del gobernador, y se elegía un reemplazante entre los concejales del borough. Sus poderes incluían formar parte y votar en sus juntas locales (aunque sin poder de veto), una oficina en el edificio del borough y posibilidad de nombrar a su secretario, asistentes y empleados. Esto hizo que rápidamente se diera lugar a una fuente de clientelaje político. Junto con el alcalde de la ciudad, el contralor y el presidente del Consejo Municipal, cada uno de los cuales tenía dos votos, los presidentes de los boroughs tenían cada uno un voto en la Junta de Estimación de la Ciudad de Nueva York, que decidía los asuntos de presupuestos y zonificación.
Las oficinas de los presidentes de los boroughs fueron creadas para preservar el "orgullo local y la nostalgia por las antiguas municipalidades" luego de la consolidación.
Con la formación de la unicameral Junta de Concejales de la Ciudad de Nueva York en 1902, los presidentes de los boroughs tenían derecho a formar parte de la misma. 
Gradualmente los cargos fueron ganando más autoridad, asistiendo en la formulación de más aspectos dentro del presupuesto de la ciudad y controlando la zonificación y el uso del terreno, contratos y poderes de franquicia. Las autoridades de los partidos políticas algunas veces recompensaban a funcionarios públicos leales con la nominación a ser presidente de borough en elecciones primarias o con la elección de un presidente interino a través de los concejales cuyos votos controlaban. Aunque algunos presidentes de boroughs ocuparon el cargo durante décadas, la posición fue usada algunas veces como un primer escalón para otros cargos electivos como juzgados o, como en el caso de Robert F. Wagner, Jr., alcalde de la ciudad.
El 22 de marzo de 1989, la Corte Suprema de los Estados Unidos, en el caso Junta de Estimación de la Ciudad de Nueva York v. Morris (489 U.S. 688) declaró unánimemente a la Junta de Estimación, que no tenía similar en ningún otro lado del país, como inconstitucional sobre la base que Brooklyn, el borough más populoso de la ciudad, con una población de 2.2 millones en ese momento, tenía la misma representación en la junta que Staten Island, el borough menos poblado de la ciudad con 350,000 residentes, y que eso constituía una violación a la cláusula sobre protección igualitaria establecida en la Decimocuarta Enmienda a la Constitución de los Estados Unidos según la decisión de la corte  de "un hombre, un voto" en 1964.
La carta de la ciudad fue rápidamente revisada y aprobada en un referéndum ese otoño y la Junta de Estimación fue abolida. Las oficinas de los presidentes de los boroughs fueron mantenidos pero con un poder muy reducido. Los presupuestos de los borough fueron responsabilidad del alcalde y el consejo de la ciudad. Actualmente, los presidentes de los borough presidents tienen un pequeño presupuesto para su uso discrecional en proyectos dentro de su borough. El último poder significativo de los presidentes, el de designar miembros de la Junta de Educación de la Ciudad de Nueva York fue eliminado cuando la Junta de Educación se convirtió en el Departamento de Educación de la Ciudad el 30 de junio del 2002.

## Roles y responsabilidades
Las dos principales facultades de nombramiento que le quedan a los presidentes de borough son que cada uno puede nombrar un miembro de la Comisión de Planeamiento y dos miembros del Panel para Política Educativa de la Ciudad de Nueva York. Los presidentes de boroughs generalmente adoptan proyectos específicos para promover durante su mandato pero, desde 1990, han sido principalmente líderes ceremoniales. Oficialmente aconsejan al alcalde en temas relativos a sus jurisdicciones, comentan sobre asuntos de uso del suelo, defienden  las necesidades de sus boroughs en el proceso de establecimiento del presupuesto municipal anual, nombras miembros de las juntas comunales, presiden las juntas de cada borough y sirven como miembros de oficio de varias juntas y comités. También actúan como defensores de sus boroughs frente a diversas agencias municipales, el consejo de la ciudad, el gobierno estatal, corporaciones públicas e inversores privados.
Los presidentes de borough actualmente son elegidos por voto popular para términos de cuatro años y pueden ejercer dos periodos consecutivos (8 años).
Los presidentes influyen en el Borough presidents influence the Procedimiento de Revisión de Uso Uniforme del Terreno (ULURP por sus siglas en inglés) mediante el nombramiento de Juntas Comunales y votando en las solicitudes. El staff de corporaciones de desarrollo económico esta usualmente alineado con el presidente y trabajan juntos con la Corporación de Desarrollo de la Ciudad de Nueva York, la principal agencia de coordinación de desarrollo con fondos públicos.

### Actuales presidentes de los borough
Los actuales presidentes de los boroughs son los elegidos o reelegidos en la más reciente elección llevada a cabo en 2021:
| Borough       | Presidente       | Imagen | Partido     | Periodo                       | Sitio web               |
| ------------- | ---------------- | ------ | ----------- | ----------------------------- | ----------------------- |
| El Bronx      | Vanessa Gibson   |        | Demócrata   | Enero del 2022 – presente     | bronxboropres.nyc.gov   |
| Brooklyn      | Antonio Reynoso  |        | Demócrata   | Enero del 2022 – presente     | www.brooklyn-usa.org    |
| Manhattan     | Mark Levine      |        | Demócrata   | Enero del 2022 – presente     | manhattanbp.nyc.gov     |
| Queens        | Donovan Richards |        | Demócrata   | Diciembre del 2020 – presente | www.queensbp.org        |
| Staten Island | Vito Fossella    |        | Republicano | Enero del 2022 – presente     | www.statenislandusa.com |

### Juntas del borough
Cada uno de los cinco boroughs tiene una Junta. Estas están compuestas por el presidente del borough, los miembros del consejo del borough y el presidente de cada junta comunal en ese borough. Las juntas de los borough pueden tener u organizar audiencias públicas o privadas, adoptar proyectos de ley, preparar planos comprehensivos y especiales y hacer recomendaciones para el uso del suelo y el planeamiento, mediante disputas y conflictos entre dos o más distritos comunitarios, enviar declaraciones comprehensivas de gasto y prioridades presupuestales, evaluar el progreso de los desarrollos y la calidad y cantidad de los servicios provistos por las agencias y otros asuntos que consideren necesarios.

### Juntas Comunales
Cada uno de los cincuenta y nueve distritos comunales tiene una junta comunal compuesta de hasta cincuenta miembros voluntarios nombrados por el presidente del borough, la mitad de ellos propuestos por miembros del Consejo Municipal representando ese distrito. Las juntas comunales aconsejan sobre el uso del suelo y la zonificacíon, participan en la elaboración del presupuesto y controlan los servicios públicos en su distrito. Las juntas comunales actúan como consejeras y no tienen autoridad para dar normas ni hacerlas cumplir.